# Fussball Club Rapperswil-Jona 2015-2016
Questa voce raccoglie le informazioni riguardanti il Fussballclub Rapperswil-Jona nelle competizioni ufficiali della stagione 2015-2016.

## Rosa
Aggiornata al 29 luglio 2015.
| N. |                               | Ruolo | Calciatore          |
| -- | ----------------------------- | ----- | ------------------- |
| 1  | Svizzera (bandiera)           | P     | Stefan Lapcevic     |
| 2  | Albania (bandiera)            | D     | Denis Simani        |
| 4  | Haiti (bandiera)              | D     | Kim Jaggy           |
|    | Svizzera (bandiera)           | A     | Petar Ugljesic      |
|    | Macedonia del Nord (bandiera) | C     | Enis Ramadani       |
| 6  | Svizzera (bandiera)           | D     | Jonas Elmer         |
| 7  | Portogallo (bandiera)         | C     | Carlos Da Silva     |
| 8  | Svizzera (bandiera)           | C     | Roman Güntensperger |
|    | Svizzera (bandiera)           | C     | Manuel Kubli        |
|    | Macedonia del Nord (bandiera) | A     | Egzon Shabani       |
|    | Brasile (bandiera)            | A     | Mychell             |
|    | Svizzera (bandiera)           | C     | Dominik Schwizer    |

| N. |                          | Ruolo | Calciatore       |
| -- | ------------------------ | ----- | ---------------- |
|    | Kosovo (bandiera)        | D     | Egzon Kllokoqi   |
|    | Svizzera (bandiera)      | C     | Dardan Morina    |
|    | Spagna (bandiera)        | C     | Cristian Pecci   |
|    | Croazia (bandiera)       | A     | Mario Budimir    |
|    | Svizzera (bandiera)      | C     | Julio Teixeira   |
|    | Germania (bandiera)      | D     | Daniele Fischer  |
|    | Svizzera (bandiera)      | P     | Diego Yanz       |
|    | Svizzera (bandiera)      | C     | Remo Staubli     |
|    | Liechtenstein (bandiera) | C     | Dennis Salanović |
|    | Svizzera (bandiera)      | D     | Simon Rohrbach   |
|    | Svizzera (bandiera)      | C     | Manuel Kubli     |